# La Vina (Californie)
La Vina est une census-designated place du comté de Madera, dans l'État de Californie, aux États-Unis,. En 2020, elle compte une population de 637 habitants.